# Centrostegia thurberi
Centrostegia thurberi A.Gray ex Benth. – gatunek rośliny z monotypowego rodzaju Centrostegia w obrębie rodziny rdestowatych (Polygonaceae Juss.). Występuje naturalnie w północno-zachodnim Meksyku (w stanach Kalifornia Dolna i Sonora) oraz południowo-zachodnich Stanach Zjednoczonych (w Kalifornii, Nevadzie, Arizonie i Utah). 

## Morfologia
PokrójRoślina jednoroczna dorastająca do 3–20 cm wysokości. Pędy są pnące, gruczołowate.
LiścieLiście odziomkowe są zebrane w rozetę. Ich blaszka liściowa jest ma kształt od podłużnego do łyżeczkowatego. Mierzy 10–35 mm długości oraz 3–8 mm szerokości, jest całobrzega. Ogonek liściowy jest nagi.
KwiatyPromieniste, obupłciowe, zebrane w wierzchotki jednoramienne lub dwuramienne, rozwijają się na szczytach pędów. Mają 6 listków okwiatu częściowo zrośniętych ze sobą, mają lancetowaty kształt i barwę od białej do różowej, mierzą do 2–3 mm długości. Tworzą okwiat o kształcie od dzwonkowatego do obłego. Pręcików jest 9, są wolne.
OwoceTrójboczne niełupki osiągające 2–3 mm długości.

## Biologia i ekologia
Rośnie w lasach sosnowych, zaroślach, na murawach oraz terenach skalistych. Występuje na wysokości do 2400 m n.p.m. Kwitnie od marca do lipca. 

## Ochrona
Centrostegia thurberi w Utah posiada status gatunku zagrożonego.